# سارة بورنس
سارة بورنس (بالإنجليزية: Sarah Burns)‏ هي ممثلة أمريكية، ولدت في 26 يوليو 1981 في الولايات المتحدة.

## وصلات خارجية
- سارة بورنس على موقع IMDb (الإنجليزية)
- سارة بورنس على موقع قاعدة بيانات الفيلم (الإنجليزية)